# Titeuf
Titeuf fue un personaje de historieta (tira cómica) creado por el dibujante originario de Ginebra, Zep, conocido por su seudónimo Zep. A través del personaje y de la serie de televisión homónima, Zep nos muestra la visión que tienen los niños de las actitudes y de las instituciones de los adultos.
La primera representación de Titeuf fue en un cuaderno de dibujos del autor en el que dibujando algunos recuerdos de infancia representó por primera vez al personaje y a su característico mechón de pelo. Debido a su cabeza en forma de huevo —œuf en francés— decidió llamarlo Titeuf de [pe]tit œuf.
Titeuf inició su carrera en televisión en abril del 2001 en el Canal J y en diciembre en France 3. En España también se emitió en Boing durante 2012 y 2013. También se han editado varios DVD y libros.

## El personaje
Titeuf nació el 9 de marzo de 1992 dentro de un cuadernillo de dibujos en el cual, Zep dibujó algunos recuerdos de infancia. Uno de esos personajes era un niño rubio con una cabeza en forma de huevo coronado por un copete a manera de un mechón de cabellos, debido a que no quiso dibujarle una cabellera en detalle. Dado el aspecto de la cabeza de su personaje decidió llamarlo Titeuf (petit œuf > tit'euf > Titeuf -contracción de: pequeño huevo o "huevito")
Al principio, mantuvo su creación para él, antes de percibir el potencial del personaje, por encima de sus otras producciones de la época. Después de numerosos rechazos, Zep decidió abandonar el dibujo y de contentarse con guardar sus recuerdos sobre papel. Debido a consejos de quienes le rodeaban las primeras imágenes de Titeuf aparecieron dentro de una fanzine llamada Se sauve qui peut (Sálvese quien pueda) en pequeños ejemplares, cuando Jean Claude Camano, agente de Zep hasta el presente,[actualizar] le dio un vistazo por azar y reajustó la cabellera rubia. Algunos meses después, nació el primer álbum con un tiraje de 8000 ejemplares, pero el éxito de Titeuf estalló rápidamente.
En octubre del 2006 el undécimo tomo fue impreso con un tiraje de 1.8 millones de ejemplares, lo que lo convirtió en eodo tipo de géneros. Al final del 2006, las aventuras de Titeuf comprendidas en el undécimo volumen habían vendido cerca de 16 millones de álbumes.

## Guion

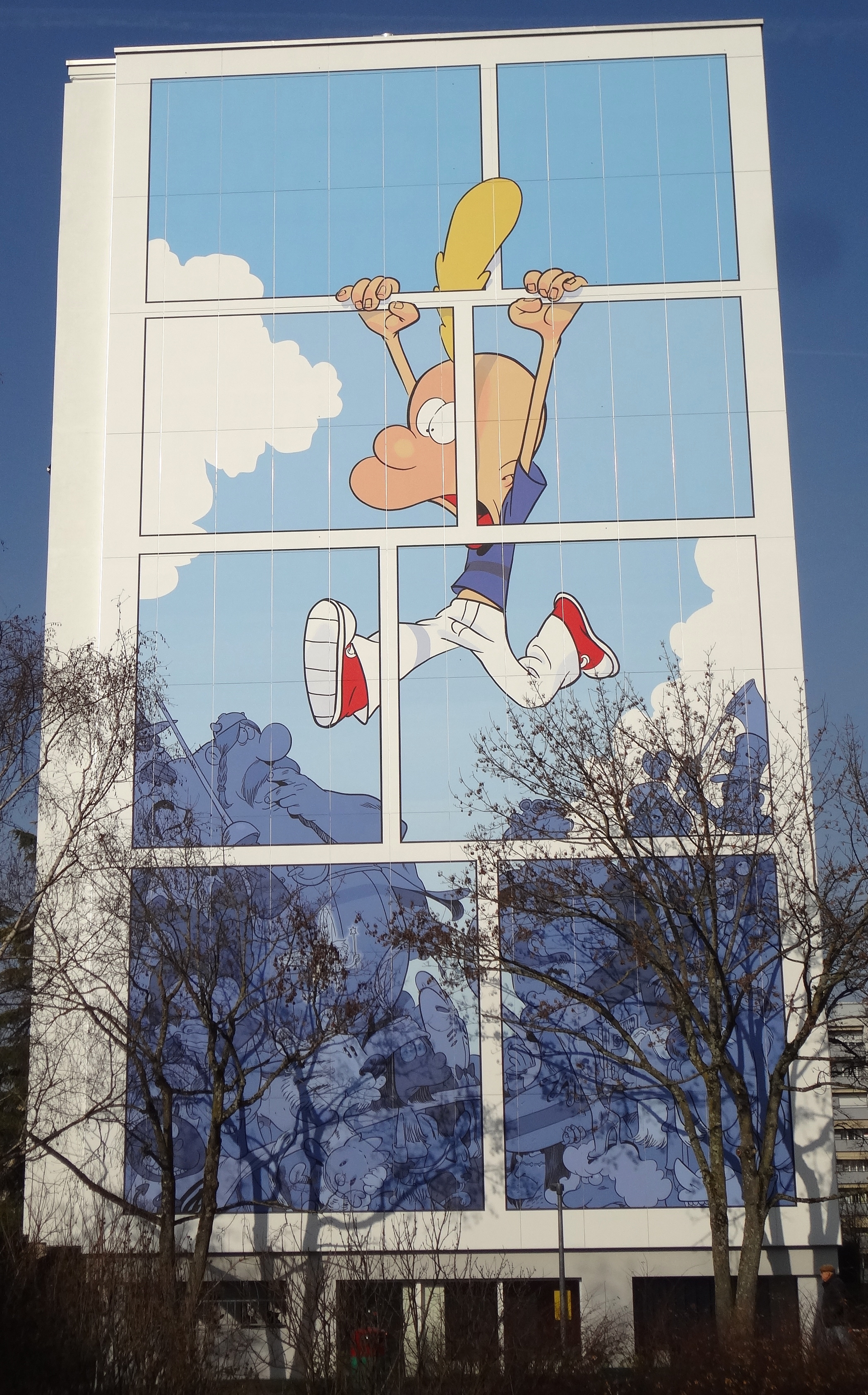
Titeuf en la fachada renovada de un edificio en Onex, cantón de Ginebra.

La serie cuenta la vida cotidiana de Titeuf, un niño con un mechón de cabellos característico, de sus amigos, y de su visión del mundo de los adultos. La edad de Titeuf es de 10 años, aunque al parecer está situado a comienzos de la preadolescencia, en tanto gran parte de las discusiones abordadas conciernen a los misterios de las niñas, del sexo, de la seducción, y de Nadia, la niña de la cual Titeuf está enamorado de manera más o menos secreta. Otra característica de Titeuf son las numerosas expresiones (en francés): « Tchô », « C'est pô juste », « Lâche-moi le slip », « Pauvre zizi sexuel » «Casse toi pov con» «pov type». A menudo le acompañan sus mejores amigos, Manu, Hugo y François.

## Personajes
- Titeuf: El héroe principal de las aventuras, es un chico de 10 años, turbulento reconocible por su largo mechón rubio, que se plantea muchas preguntas sobre la vida, con varias famosas expresiones, en particular, « tchô » (inspirada en « tschaw » de la obra de Édika), de las que sale con una visión muy ingenua. En la historieta, todas las historias giran en torno a él. Su lado ingenuo y revoltoso suele provocar represalias, bofetadas y otros castigos por parte de sus amigos, profesora o padres. No es muy bueno en la escuela, excepto en un episodio llamado Titeuf, ce génie! y su única pasión es intentar atraer la atención de su gran amor, Nadia. Algunas de las tiras cómicas sugieren que le gustan los dinosaurios. A menudo es acosado por Sarah (apodada "Ze t'aime!"), una niña de la sección de parvulario que está locamente enamorada de él. Suele verse involucrado en escenas de acoso escolar, ya sea como autor, víctima o justiciero. También es bastante paranoico y supersticioso, ya que cree en cosas que se salen completamente de la realidad, especialmente relacionadas en transformaciones.

### Su familia
- Los padres de Titeuf: Son rondados por las travesuras de su hijo. El padre se encuentra frecuentemente desempleado durante las aventuras lo que permite abordar el tema a través de los ojos de Titeuf. Sabemos que el padre de Titeuf se llama Roger y tiene 35 años pero se ignora el nombre y la edad de su madre (es posible que su nombre es Ana-Matilde y que tenga 33 años).

- Zoe: Quién apareció por vez primera en el séptimo álbum, es la hermana menor de Titeuf, de 1 año de edad. Su llegada supuso numerosos enredos en la vida de Titeuf quien a menudo se ocupa de evitar que se vea inmiscuida en sus asuntos. Titeuf se reconforta pensando que ella será un medio para conocer niñas.

- Tía Monique: Es la hermana de la madre de Titeuf. Este último goza con llamarle « Tata », algo que a ella no le agrada.

- Julie: Es la prima pelirroja de Titeuf, busca chico. Tiene 9 años y es bonita.

- Pepe: El abuelo de Titeuf y padre de su madre. Con su dentadura postiza famosa. Titeuf y Manu sospechan que es un vampiro.

- Tío Amado: aparece en la tercera temporada de la serie animada. Titeuf (a menudo llamadas Aime Josie) a veces tienen que tratar con él contra su voluntad.

- Thierry (solo en los cómics): Es el primo de Titeuf. Desde que era un adolescente en el libro 12, sigue pasando largo tiempo en la ducha, escucha sin interrupción música con su Walkman, tiene citas con las chicas y es incomprensible.

- Bertrand: primo de Titeauf, que solo aparece en el libro 7. Ama las motos y Titeuf dijo de él que no tenía edad, mientras se prepara.

- Tía Hugette: es otra tía de Titeuf (hermana de su padre). Solo aparece en una historia del libro 6, "El oculto-shock" en el que se sorprendió de que Tetef la evite, después de haber visto a Hugo probarse un sujetador que le explotaba a ella por su corpulencia (Titeaf parte del principio de que "cuanto más grande eres, más te duele").

### Sus amigos
- François: Es el supuestamente más inteligente en la banda de Titeuf, característica que se le atribuye por usar gafas, más que por mostrar realmente mayor inteligencia. Tiene un perro grande llamado "Clovis" y, a cambio de juguetes, cartas o juegos de vídeo, hace las tareas de Titeuf, Manu, Hugo, Jean-Claude o Vómitor. En el volumen 12, "El sentido de la vida", se muestra que está enamorado de Vanessa Paradis. Se enamora de Nathalie durante un episodio.
- Hugo: es un chico gordo con jersey rojo y pantalones blancos. Es muy inteligente y siempre hace buenos chistes. Le encanta comer chocolate y está obsesionado con las chicas. Habla mucho de sexo. Tiene un hermano mayor llamado Simón que le habla de sus experiencias en el amor y de las cosas de la adolescencia, por lo que a menudo mira con desprecio a sus amigos.
- Manu: Con sus gruesas gafas y su timidez, es el mejor amigo de Titeuf, y parece vivir a su sombra y en completa dependencia. Es tímido, ingenuo y tiene un montón de problemas, especialmente en lo que respecta al amor. Parece ser la buena conciencia de Titeuf y ser bastante inteligente. Dice muchas estupideces, especialmente sobre el amor (con Dumbo). Manu suele empezar las discusiones diciendo "¿Viste (o vi) la televisión anoche? Tiene una hermana, Lucie, que no aparece en el cómic.
- «Morvax» cuyo verdadero nombre es Thomas: Es camarada de Titeuf y se encuentra constantemente resfriado.
- Wiremouth: No puede hablar sin escupir y cecear desde que sus padres le hicieron colocarse un aparato dental (Bracket). Titeuf no hace buena amistad con él.
- «Puduk», cuyo verdadero nombre es Pierre Alexandre: Sus camaradas lo nombran así debido a su olor nauseabundo.
- Ramon: Es el hijo de un inmigrante portugués que tiene grandes dificultades para hablar en francés. A menudo se deja engañar por sus otros amigos.
- Vomitor: Cuyo nombre verdadero es Victor: Vomita por cualquier cosa, en el autobús, cuando ve sangre, cuando come demasiado... Todo mundo se mofa de él.
- Tim: Tim es un joven negro, muy tímido, enamorado en secreto de Nathalie.

### Las niñas
- Nadia: Es el amor más o menos secreto de Titeuf. Se encuentra a leguas de los gustos de Titeuf y sus amigos. Por regla general, considera pues a Titeuf como una persona sin encanto aun cuando el rubio tiene algunos aciertos. Su presencia permite abordar el tema sobre las diferencias entre chicos y chicas. Titeuf no quiere que la vean desnuda, en traje de baño o en top porque dice que ellos dos son los únicos que se pueden ver porque cree que de grande se van a casar. Está enamorada de Titeuf.
- Agatha: Es víctima de distintas bromas a causa de sus orejas grandes. Está secretamente enamorada de Manny.
- Nathalie: Es la mejor amiga de Nadia y Agatha. Está enamorada de Tim.

### El profesorado
- Señorita Zrumposky -La maestra-: Es el verdugo de los niños de la clase. la consideran su peor pesadilla. No tiene empacho en llevarla contra Titeuf a quien le hace ver su suerte.
- Señor podrído, profesor de manualidades: Los alumnos lo sobrenombraron así porque su aliento huele « como si hubiese comido composta ».
- El conserje: Un hombre severo a quien Titeuf y sus amigos le reservan algunas desgracias.

### Sus enemigos
- El gran Diego: Es un chico 16 o 17 años que a menudo tortura a Titeuf y sus compinches. En la serie animada tiene un hermano pequeño.
- Marco: es el estereotipo del fanfarrón. No está enamorado de Nadia, pero ella lo prefiere a Titeuf. Siempre lleva una gorra y practica mucho el monopatín. Es el enemigo acérrimo de Titeuf, que siempre intenta deshacerse de él, si bien a veces consiguen llevarse bien. Por ejemplo: en la película, se acerca a Manu y Titeuf para consolar a este último, que está triste porque sus padres estuvieron a punto de divorciarse, explicándole las ventajas e inconvenientes de tener dos padres. O en el episodio Duelo al sol, donde, después de pelearse por Nadia, Marco y Titeuf van a divertirse juntos. En las temporadas 3 y 4 parece ser más arrogante y antipático con Titeuf, e incluso violento con este último.
- Ray Charles (apodado El gran miope) es un estafador con aspecto de skinhead. Lleva el nombre del famoso músico ciego Ray Charles porque está casi tan ciego como un topo. Sin sus gafas, no puede ver de cerca. Titeuf y sus amigos se divierten con él dándole billetes de Monopoly o cupones de papel higiénico. Además, llega a conocer a la tía de Titeuf.
- El cortaorejas: Es un anciano que aparece en el episodio Gare aux z'oreilles (Cuidado con las orejas). También aparece en el Volumen 4. Titeuf y sus amigos creen que si pasan frente a su casa, les cortará las orejas.
- Borntopètagueule: Es un apodo de los niños, que significa, "Nacido para tirarse pedos y cállate." Es un hombre extremadamente musculoso con aspecto de motero, gafas oscuras, pelo rojo y bigote. Lleva una chaqueta negra con un águila y tiene muchos tatuajes, entre ellos uno que dice "¡Nacido para tirarse pedos! Aparece en videojuegos como Le Monde de Titeuf et de Nadia, Titeuf: Mission Nadia, y otros. Además, va vestido como los moteros americanos.
- El pedófilo en "Dios, el sexo y las llaves. La señora (Sra. Biglon) aconseja a sus estudiantes a aceptar caramelos que les da.
- El joyero en "El amor no es limpio" y "beurz'day Nadia" es pretencioso y un hombre ávido de dinero que no parece que los niños y es muy impaciente. No tiene compasión y es muy duro. Al ver tan solo 4 francos, que sería la comprensión, pero gritos de Titeuf, ni siquiera para decirle que ir a comprar algunos pines. Es cierto que él hizo su trabajo, y no debemos poner un diamante de cuatro francos de 34 francos 40. Pero esto no es una razón. el joyero puede ser un ladrón ... En la temporada 3, vemos que se convirtió en un conductor de autobús, sin duda superado por sus clientes.
- En Titeuf, hay tres adolescentes a quienes les gusta molestar a Titeuf. Aparecen en casi todos los álbumes. Tienen la misma edad que el "Gran Diego". Llaman a Titeuf gnomo de jardín y se burlan de él, le obligan a llamar a cada uno de ellos "Mister", le tiran de la mejilla, hacen burbujas de chicle y se la revientan en la cara, o ponen a dar vueltas su nueva mochila escolar mientras fingen buscar qué es exactamente. También roban a Nadia, en el volumen 4. En el volumen 11, Titeuf, creyendo que se traslada a Estados Unidos, se venga dándoles una patada, salvando así a otra víctima, pero cuando se entera de que solo va a un piso vecino, se disfraza para evitar que le reconozcan.
- El ladrón que robó el coche del padre de Roger, Titeuf en mordaza "On the Road" en el Volumen 3 y en el episodio "Lo que un coche c'te lío."
- La Sra. Blondin: es una especie de enemiga jurada, una arpía, que busca hacer daño a Titeuf y a sus padres, sobre todo por medio de su plato (que Roger llama "cerdo relleno") y que produce retorcijones y acidez. El padre de Titeuf cree que su marido murió por culpa de este plato. En la serie animada, la señora Blondin es muy hipócrita, y describe a Titeuf como un "mal educado", culpándole de molestar a su sobrina, Marine, mientras que encuentra a su sobrina "bien educada", aunque fue ésta quien molestó primero a Titeuf. Tanto en la serie animada como en el cómic, Titeuf felicita a la sra. Blondin por su "cerdo relleno", lo que la ofende.

## Álbumes de Titeuf
1. Dieu, le sexe et les bretelles en noir et blanc (1992)
2. L'amour, c'est pô propre (1993)
3. Ça épate les filles… (1994)
4. C'est pô juste… (1995)
5. Titeuf et le derrière des choses (1996)
6. Tchô, monde cruel (1997)
7. Le miracle de la vie (1998)
8. Lâchez-moi le slip ! (2000)
9. La loi du préau (2002)
10. Nadia se marie (2004)
11. Mes meilleurs copains (2006)
12. Le sens de la vie (2008)
13. À la folie (2012)

## Titeuf en dibujos animados
Titeuf inició su carrera en televisión en abril del 2001 en el Canal J y en diciembre en France 3. En España también se emitía en Clan TVE, Cartoon Network, Boing y Jetix.[actualizar]
Los DVD
- 01. Une star est née (Nace una estrella)
- 02. L’Encre dédébile (La tinta ininutil)
- 03. Raclette partie
- 04. Les Poux attaquent !(Los piojos atacan!)
- 05. Nadia Beurz'day
- 06. Crapauch'mar
- 07. SOS récré (SOS recreo)
- 08. Le coup de foudre (El flechazo)

## Libros
- Le Guide du Zizi sexuel (textes d'Hélène Bruller) (2001)
- Petite poésie des saisons (2005)

## Impacto
- En ocasión del 2º Festival BD (Bandes Dessineés -Tiras Cómicas-) fue inaugurada el 12 de septiembre de 2003 una plaza con el nombre "Titeuf", ubicada en Roquebrune-sur-Argens